# Fabien Domingo
Pour les articles homonymes, voir Domingo.
Pas d'image ? Cliquez ici

a Compétitions nationales et continentales officielles uniquement.

Dernière mise à jour le 14 juillet 2011.
Fabien Domingo, né le 24 septembre 1976 à Tulle, est un ancien joueur et entraineur de rugby à XV évoluant au poste de troisième ligne centre. Il est le frère de Thomas Domingo.
Il a pris sa retraite en 2016 et est devenu entraineur de l'équipe première du SCT Tulle.

## Biographie
En 2004-2005, alors au Stade aurillacois, il est élu meilleur joueur de la saison en Pro D2. Il évolue au CA Brive de 2006 à 2011. À la fin de la saison 2010-2011, il quitte le club de la cité gaillarde pour le SC Tulle qui joue en Fédérale 2 et en devient entraineur.

## Palmarès
- Champion de France Espoirs 2009 avec le CA Brive